# Internationale Luchthaven Bacău
George Enescu Internationale Luchthaven Bacău (International Airport) is een vliegveld gelegen in Bacău, Roemenië. De naam is ter ere aan de Roemeens componist George Enescu en het dient als een focus city van prijsvechter Blue Air. Bacău Airport deelt zijn baan met RoAF 95th Air Base, en Aerostar, welke een grootse Roemeense luchtvaart- en defensiefabrikant is.

## Geschiedenis
De Internationale Luchthaven Bacău opende haar deuren voor passagiersvervoer in 1946. In 1970 begon het bouwen van een moderne terminal en een verkeerstoren, die open gingen in 1971. In 1975 verkreeg het vliegveld de internationale status. Een uitbreidingsplan in 2005 renoveerde het uiterlijk van de terminal.
In 2009 werd de Internationale Luchthaven Bacău het eerste Roemeense vliegveld dat geprivatiseerd werd en waarop dus geen invloed van de overheid was. BlueAero, de toenmalige administrator, was 100% in handen van de volledig geprivatiseerde luchtvaartmaatschappij Blue Air. Het nieuwe bedrijf dat eens het vliegveld overnam is nu de grootste gebruiker van het vliegveld. Andere maatschappijen waren TAROM, welke zijn vluchten heeft teruggetrokken en Carpatair, welke alle geplande vluchten heeft geannuleerd. Wanneer Blue Air werd verkocht omdat het moederbedrijf failliet ging, werd de lokale overheid weer de eigenaar.
In Februari 2014, heeft een nieuw eigenaarschap van de luchthaven, welke bestond uit een 50-50 overeenkomst tussen de stedelijke en landelijke overheid, een nieuw vernieuwingsproject gestart. Het project, gepland om afgerond te worden in 2017, bevat onder meer een terminal met een capaciteit van 300 passagiers per uur, een nieuwe verkeerstoren en ook de renovatie van de baan.

## Militair gebruik
Het vliegveld is een basis van de Romanian Air Force 95th Air Base, met een fighter-regiment (MiG-21 LanceR) en een helikopter-regiment (IAR-330L). De basis huisvest ook de 250th training regiment.

## Statistieken
| Jaar | Aantal Passagiers | Groei/krimp (in procent) |
| ---- | ----------------- | ------------------------ |
| 2003 | 21,020            | 66.2%                    |
| 2004 | 27,574            | 31.2%                    |
| 2005 | 36,261            | 31.5%                    |
| 2006 | 40,601            | 12%                      |
| 2007 | 112,854           | 178%                     |
| 2008 | 116,492           | 3.2%                     |
| 2009 | 195,772           | 68%                      |
| 2010 | 240,735           | 23%                      |
| 2011 | 336,961           | 40%                      |
| 2012 | 393,352           | 16.7%                    |
| 2013 | 307,488           | −21.8%                   |
| 2014 | 313,376           | 1.9%                     |
| 2015 | 364,492           | 16.3%                    |
| 2016 | 414,676           | 13.8%                    |

### Drukste bestemmingen
| Stad    | Vliegveld                           | Wekelijkse Vertrekkende Vluchten (September 2016) | Maatschappij |
| ------- | ----------------------------------- | ------------------------------------------------- | ------------ |
| Rome    | Fiumicino Airport                   | 7                                                 | Blue Air     |
| London  | Luton Airport                       | 6                                                 | Blue Air     |
| Turijn  | Turin International Airport         | 4                                                 | Blue Air     |
| Bologna | Bologna Guglielmo Marconi Airport   | 3                                                 | Blue Air     |
| Dublin  | Dublin Airport                      | 3                                                 | Blue Air     |
| Milaan  | Il Caravaggio International Airport | 3                                                 | Blue Air     |

## Bereikbaarheid
Het vliegveld is 5 kilometer (3,1 mijl) ten zuiden van Bacău, bereikbaar met een taxi. Bussen stoppen 600 meter van de terminal af.